# Idefix e gli Irriducibili
Idefix e gli Irriducibili (Idéfix et les Irréductibles in originale) è una serie animata francese, prequel e spin-off della serie principale di Asterix e Obelix, realizzata da Charles Vaucelle e trasmessa sui canali francesi nel corso del 2021 e su Rai Yoyo in Italia dal 22 novembre 2022. 
La serie è stata successivamente trasposta in albi a fumetti ricalcando lo stile classico delle storie di Asterix, con lievi modifiche rispetto agli episodi animati. In Italia la serie è edita da Panini Comics a partire dal 10 novembre 2022.
Si contraddistingue dagli altri media animati del franchise (cartoni, film live action e in CGI) in quanto prima serie autonoma non basata su storie omonime a fumetti.

## Sinossi
L'opera è un prequel e spin-off delle avventure di Asterix, in quanto le vicende hanno luogo a Lutezia nel 52 a.C., prima che Idefix incontrasse Asterix e Obelix davanti a una macelleria nella medesima città in Asterix e il Giro di Gallia (1965). In questo universo a sé stante il piccolo cagnolino bianco futuro compagno di Obelix, dopo la sconfitta del capo gallico Camulogeno a causa del generale romano Tito Labieno, è a capo di una banda di animali randagi e non per difendere la città gallica dai tentativi di "romanizzazione" del generale Labieno che rischiano di sconvolgere la pacifica quotidianità gallica. 

## Personaggi
- Idefix: il celebre cagnetto bianco che in futuro accompagnerà Asterix e Obelix nelle loro avventure, qui randagio a capo di una banda di vari animali per la difesa di Lutezia dalla "romanizzazione" messa in atto dal cinico generale Labieno. Non sopporta essere chiamato "bassetto" e come nei fumetti odia quando vengono abbattuti gli alberi. Il suo ruolo ricorda vagamente quello di Asterix nel villaggio, essendo piuttosto furbo, perspicace e organizzatore di piani. Grazie al suo incredibile fiuto spesso riesce a seguire le piste per ritrovare oggetti e persone. Voce originale: Benjamin Bollen[5]; voce italiana: Lorenzo D'Agata.

- Furfina: (Baratine in originale) una gattina nera e bianca, indipendente, sicura di sé e sarcastica. Conosce ogni angolo di Lutezia, spesso per pigrizia non segue i compagni ma con i suoi artigli affilati riesce sempre a mettere in fuga i cani romani o a far partire cavalli e altri animali. Voce originale: Edwige Lemoine; Voce italiana: Tiziana Avarista.

- Turbina: (Turbine in originale) la levriera più veloce di tutta Lutezia. Sempre pronta ad aiutare gli amici, ma essendo poco sveglia e piuttosto ingenua si dimentica i piani di Idefix e quel che le viene detto con grande facilità. Voce originale: Kelly Marot; voce italiana: Giorgia Martinelli.

- Golosonix: (Padgachix in originale) il forzuto della banda, un bulldog che adora azzuffarsi con la muta dei cani romani, i quali puntualmente finiscono in aria grazie alle sue testate. Originario di Tolosa, va pazzo per le salsicce dei suoi padroni salumieri, Pollettix e Margarina. Capita che a volte litighi con Idefix come fa Obelix con Asterix. Esclama spesso "Poffarbracco!" e "Spacco tutto!". Voce originale: Xavier Fagnon; voce italiana: Antonino Saccone.

- Nocturnix: (Voldenuix in originale) il gufo che vive col druido Amnesix, stabilitosi nella foresta per sfuggire ai romani. Osservando il suo padrone, sogna di diventare un druido anche lui e mascola vari ingredienti per preparare pozioni che non hanno mai gli effetti desiderati. Voce originale: Jérémy Prévost; voce italiana: Roberto Certomà.

- Asmatix: un vecchissimo piccione luteziano, veterano delle guerre galliche, ferito mentre trasportava un messaggio al capo sconfitto Camulogeno. Memoria vivente di Lutezia, trasmette le sue conoscenze agli Irriducibili e, come tutti i piccioni, non sa resistere a una briciola di pane gettata in terra (chiede sempre agli altri se gli hanno portato qualche briciola a fine giornata, cosa che molto frequentemente dimenticano). Voce originale: Jean-Claude Donda; voce italiana: Antonio Palumbo.

- Vitamina: (Vitamine in originale) la cagnolina di Omeopatix. Golosonix stravede per lei e spesso fa scenate di gelosia o si abbatte quando il suo interesse amoroso si rivolge ad altri.

- Tortilla: la nipote iberica di Golosonix, una bulldog ispanica con un temperamento focoso e battagliero, a volte viene a trovare gli Irriducibili e a dare man forte nella faida contro i cani romani. Voce originale: Ethel Houbiers.

- Archibugius: (Arquebus in originale) un pastore tedesco a capo della muta di "cani legionari" che affiancano i pochi soldati romani presenti in città e nel Palazzo della Lupa, l'unico con l'elmo in testa (ed anche l'armatura nella trasposizione fumettistica). Carismatico, ambizioso e intelligente, lui e gli altri cani ricevono ordini da Monna Lisa per poi venire puntualmente sconfitti e restare senza ciotola di cibo a cena. Voce originale: Jérémy Prévost; voce italiana: Pierluigi Astore.

- Pavidus e Pacatus: (Coliéhantipus et Piquéparlépus in originale) i due beagle sottoposti di Archibugius. Eseguono gli ordini del loro comandante canino impartiti a loro volta da Monna Lisa, e vengono spesso fatti volare in aria da Golosonix con le sue testate.

- Monna Lisa: (Monalisa in originale) la gatta di Tito Labieno, perfida, egoista e desiderosa delle attenzioni del padrone. Quando qualcosa potrebbe rovinare i suoi piani (o quelli del padrone) invia i cani romani a fare il lavoro sporco e impedire che gli Irriducibili rovinino tutto. A volte capita che scenda anch'essa in campo. Le manca Roma e spera di tornarvi un giorno. Voce originale: Kelly Marot; voce italiana: Daniela Abruzzese.

- La Gang delle Catacombe: (Gang des Catacombes in originale) una banda di animali randagi dediti ad azioni criminose, con a capo un ratto nero di nome Brutix (Repridejustix in francese) spesso in rapporti ostili con la squadra degli Irriducibili.

### Personaggi umani
- Tito Labieno: (Titus Labienus in originale) generale romano a capo di Lutezia, fa il possibile per cercare di "romanizzarla" ma i suoi piani vengono puntualmente sventati dalla banda di Irriducibili. Orgoglioso e caparbio, si incaponisce su progetti di modernità romana insieme ad Angolacutus nella speranza di rievocare l'atmosfera di Roma che tanto gli manca. Quando i suoi piani vanno a monte se la prende con il povero architetto e gli sfortunati legionari incaricati dell'opera, mandati a pulire le latrine. Voce originale: Xavier Fagnon; voce italiana: Fabrizio Pucci.

- Nonunfiatus e Stattemutus: (Bouchcousus et Motus in originale) due legionari, uno alto e smilzo e l'altro basso e tarchiato, un po' inetti, che spesso si occupano di fare pattuglie con la muta di cani romani o eseguire i progetti di Angolacutus e Labieno. Quando i cani vanno a caccia degli Irriducibili ne approfittano per farsi un bicchiere di latte di capra in una taverna. A differenza di Nonunfiatus, Stattemutus sembra essere più amante degli animali dato che aiuta un leone a scappare e tornare in Numidia. Voci originali:  Stéphane Ronchewski e Jean-Claude Donda; voci italiane: Luigi Ferraro e Massimo De Ambrosis.

- Angolacutus: (Anglaigus in originale) valente architetto e progettista romano (già apparso in Asterix e il Regno degli Dei). Cerca sempre di attuare grandi piani di modernità romana per cercare di rendere Lutezia un po' più simile a Roma, ma i suoi progetti vengono puntualmente mandati a monte dalla banda degli Irriducibili, per cui desiste e lascia perdere. Voce originale: Stéphane Ronchewski.

- Omeopatix: (Homéopatix in originale) il fratello di Beniamina, gestore di una bottega, in cui vende diversi prodotti. I romani spesso si rivolgono a lui per comprare articoli che potrebbero interessare a Lavieno.

- Pollettix e Margarina: (Poulérotix e Pomdofine in originale) i padroni di Golosonix, gestori di una macelleria.

- Abraracourcix e Beniamina: (Abraracourcix e Bonemine in originale) il capo del villaggio armoricano degli Irriducibili Gallici e sua moglie. In questa serie i due si sono trasferiti a Lutezia probabilmente per stare dal fratello di Beniamina e trascorrere un po' di tempo nella capitale gallica. Quando la situazione degenera spesso avverte il marito di tornare in Armorica.

- Menabotte: (Goudourix in originale) il nipote cantante di Abraracourcix. Canta canzoni sullo spirito di ribellione e la resistenza gallica agli invasori romani, in particolare contro Tito Labieno che mal sopporta le sue opere canore. Voce originale: Jérémy Prévost.

- Amnesix: il druido che vive come un eremita nella foresta, padrone di Nocturnix. Spesso gli animali si rivolgono a lui per avere pozioni che li aiutino nella battaglia contro i romani, e Nocturnix ci aggiunge degli ingredienti convinto di migliorarle ma sortendo l'effetto contrario. La maggior parte delle volte è assente e quindi gli Irriducibili si rivolgono al suo gufo che bene o male sa replicare le pozioni. Voce originale: ?; voce italiana: Ambrogio Colombo.

## Universo della serie
La serie si riallaccia già dall'incipit al filone principale: non a caso ogni episodio inizia con la voce narrante che dice "È il 52 a.C. Tutta Lutezia è occupata dai Romani... Tutta? No! Un gruppo di animali irriducibili guidato da Idefix resiste ancora all'invasore", che rimanda alla storica introduzione delle avventure principali di Asterix: "Nel 50 a.C. tutta la Gallia è occupata dai Romani. Tutta? No, perché un piccolo villaggio popolato da Irriducibili Galli resiste ancora all'invasore". 
Tra le altre analogie, bisogna notare come Idefix ricopra vagamente il ruolo di Asterix, grazie alla sua intelligenza, scaltrezza e fiuto proverbiale che lo rendono anche il capo del gruppetto degli Irriducibili. Il bulldog tolosiano Golosonix, amante delle salsicce e delle baruffe con i Romani, fa venire in mente alcune delle caratteristiche che contraddistinguono anche Obelix, il quale ama i cinghiali arrostiti e pestare i legionari romani – oltre al fatto che a volte anche lui e Idefix litigano come le loro controparti umane. Il gufo Nocturnix funge sostanzialmente da druido del gruppo, una sorta di Panoramix animale, con la differenza che le sue pozioni non funzionano mai nel modo desiderato e hanno sempre spiacevoli effetti collaterali. 
In questa serie hanno inoltre modificato alcune tipiche interiezioni galliche rendendole più idonee a essere dette dai protagonisti canini. Per cui, i classici "Per Toutatis!" e "Per Belenos!" diventano "Per Canis!" e "Per Braccos!" nel "linguaggio dei cani". 
Sono inoltre presenti molti personaggi apparsi nelle altre avventure di Asterix e Obelix, come il giovane cantante Menabotte (già apparso in Asterix e i Normanni del 1966), il progettista Angolacutus, Amnesix (già apparso in Asterix e il duello dei capi, dello stesso anno), il ladruncolo e imbroglione Lentix (già apparso in Asterix e il falcetto d'oro del 1962, da notare che nella traduzione italiana dell'episodio a fumetti gli si fa cantare la canzone Soldi del cantautore Mahmood), il cuoco belga Mannekenpix (Le dodici fatiche di Asterix, 1976), l'addestratore di gladiatori Perdigiornus (in francese Briseradius, apparso per la prima volta nell'albo Asterix gladiatore del 1964) e molti altri.

## Episodi
La serie è composta da 52 episodi della durata di 11 minuti ciascuno.
Nel corso del 2023 è prevista l'uscita di una seconda stagione.
1. Lutezia val bene un singhiozzo
2. Labieno, tu non mi avrai!
3. La colombaia infernale
4. Tortilla l'iberica
5. De gallo gallico
6. Turbina fuori fase
7. La palla di Karabina
8. Gli Irriducibili nell'arena
9. Una questione puzzolente
10. Lutezia II
11. Fragranza gallica
12. Innamorarsi a Lutezia
13. La battaglia delle catacombe
14. Uovo alla Romana
15. Riposo forzato
16. Lutezia in fumo
17. Gli spiriti della foresta
18. La statua di Tito Labieno
19. Il gufo di marmo
20. Quanto è bella giovinezza...
21. Un collare prezioso
22. Note stonate
23. La pattuglia gallica
24. Zuppa alla romana
25. La bestia di Lutezia
26. Pozioni infallibili
27. Il potere di Bastet
28. Salsicce per Golosonix
29. Manie di grandezza
30. Furia al forum
31. Notte bianca a Lutezia
32. Canigus
33. Apprendista Irriducibile
34. Il ritratto di Labieno
35. Il collare di Turbina
36. Un richiamo irresistibile
37. Via dal nido
38. Il ribelle
39. Il gladio conteso
40. Il rapimento di Monna Lisa
41. La festa di Toutatis
42. Idefix il terribile
43. Furti a Lutezia
44. Un caldo infernale
45. Un insopportabile profumo
46. I piccioni da guardia
47. Fascino invisibile
48. Pioggia di menhir
49. Il patto delle pozioni
50. Panem et circenses
51. Intervento di emergenza
52. I furfanti di Lutezia